# Лонгин Яренгский
Лонгин (Логгин) Яренгский (ум. 29 октября 1561) — святой Русской православной церкви; блаженный, «человек некнижный».

## Биография
О мирской жизни Лонгина известно очень мало. Подвизался в Соловецком монастыре во дни и под руководством святого игумена Филиппа. Возвращаясь вместе с блаженным Иоанном в 1561 году в обитель на судах, нагруженных строительными материалами, они были застигнуты сильною бурей и затонули. Тела их были обретены нетленными на Корельском берегу, за 120 километров от Соловецкого монастыря, в устье Сосновки, и положены в селении Яренге.
Чудеса, совершавшиеся от их мощей, привлекли в селение Яренгу несколько иноков, и таким образом здесь возник монастырь. В 1625 году инок Илья Телов донес патриарху Филарету о чудесах, совершающихся при мощах сих праведников, после чего Новгородский митрополит Макарий приказал игумену Корельского Никольского монастыря Герасиму с боярским сыном митрополичьего Софийского дома Солоновым произвести подробное исследование о времени обретения мощей и о чудесах блаженных Иоанна и Логгина. Выяснилось, что чудеса от мощей сих святых совершались в течение более чем шестидесяти лет.
В 1635 году Яренгский монастырь со всеми угодьями и землями селения Яренги, по ходатайству патриарха Иоасафа, грамотою царя Михаила Фёдоровича отдан был в ведение Соловецкого монастыря.
2 июня 1638 году мощи праведников были перенесены во вновь построенный деревянный храм и положены — блаженного Иоанна на правой, а блаженного Логгина на левой стороне. Яренгский монастырь состоял под управлением Соловецкого монастыря до своего закрытия в 1764 году, когда был обращен в приходскую церковь.